# Oculudentavis
Oculudentavis (лат., возможное русское название — окулудентависы) — род пресмыкающихся из отряда чешуйчатых (Squamata) неясного систематического положения (incertae sedis), в который на 2021 год включают 2 вида. Известен по двум полным черепам и передней части туловища, обнаруженным в бирманском янтаре. Первоначально был интерпретирован как представитель клады динозавров-авиал (птиц в широком смысле).

## Название
Родовое название объединяет латинские слова глаз (oculus), зуб (dentes) и птица (avis). Название типового вида,  Oculudentavis khaungraae, дано в честь человека, который пожертвовал кусок янтаря для изучения в музей Hupoge Amber Museum. Видовое название второго вида, Oculudentavis naga, дано в честь народов нага, населяющих места добычи бирманского янтаря.

## Описание
Длина черепа типового вида составляет всего 1,4 см. Отличался стройной мордой, выпуклым сводом черепа и длинным рядом из 23 зубов. Глазница крупная и содержит толстое склеротическое кольцо, образованное из необычных косточек в форме ложки. Это указывает на то, что животное было, вероятно, дневным. Глаза были «выпучены» в стороны в соответствии с наклонными наружу скуловыми костями, что указывает на отсутствие бинокулярного зрения. Возможно, вид обладал сильным укусом и специализировался на мелких беспозвоночных, на что указывают острые зубы, сильно текстурированная кожа рта, крупные венечные отростки нижней челюсти и крепкий неподвижный череп.
В оригинальном описании O. khaungraae отмечалось, что вид имеет ряд как плезиоморфных («примитивных»), так и продвинутых черт по сравнению с другими мезозойскими авиалами. У животного имелись раздельные лобные, теменные, заглазничные и чешуйчатые кости, которые слиты воедино или утеряны у современных птиц. Расширенный зубной ряд также похож на теропод, не относящихся к авиалам. С другой стороны, предглазничное окно слито с глазницей, а кости морды вытянуты и слиты. Эти особенности чаще встречаются среди современных птиц. Наконец, другие признаки, такие как сращивание зубов между собой (акродонт), сращивание зубов с внутренней поверхностью костей нижней челюсти (плевродонт) и склеротическое кольцо в форме ложки, как правило, не наблюдаются у динозавров, но распространены среди современных ящериц.

Типовые образцы обоих видов в сравнении с человеческой рукой, колибри-пчёлкой (мельчайшая известная птица) и брукезией Brookesia micra (мельчайшая известная ящерица)
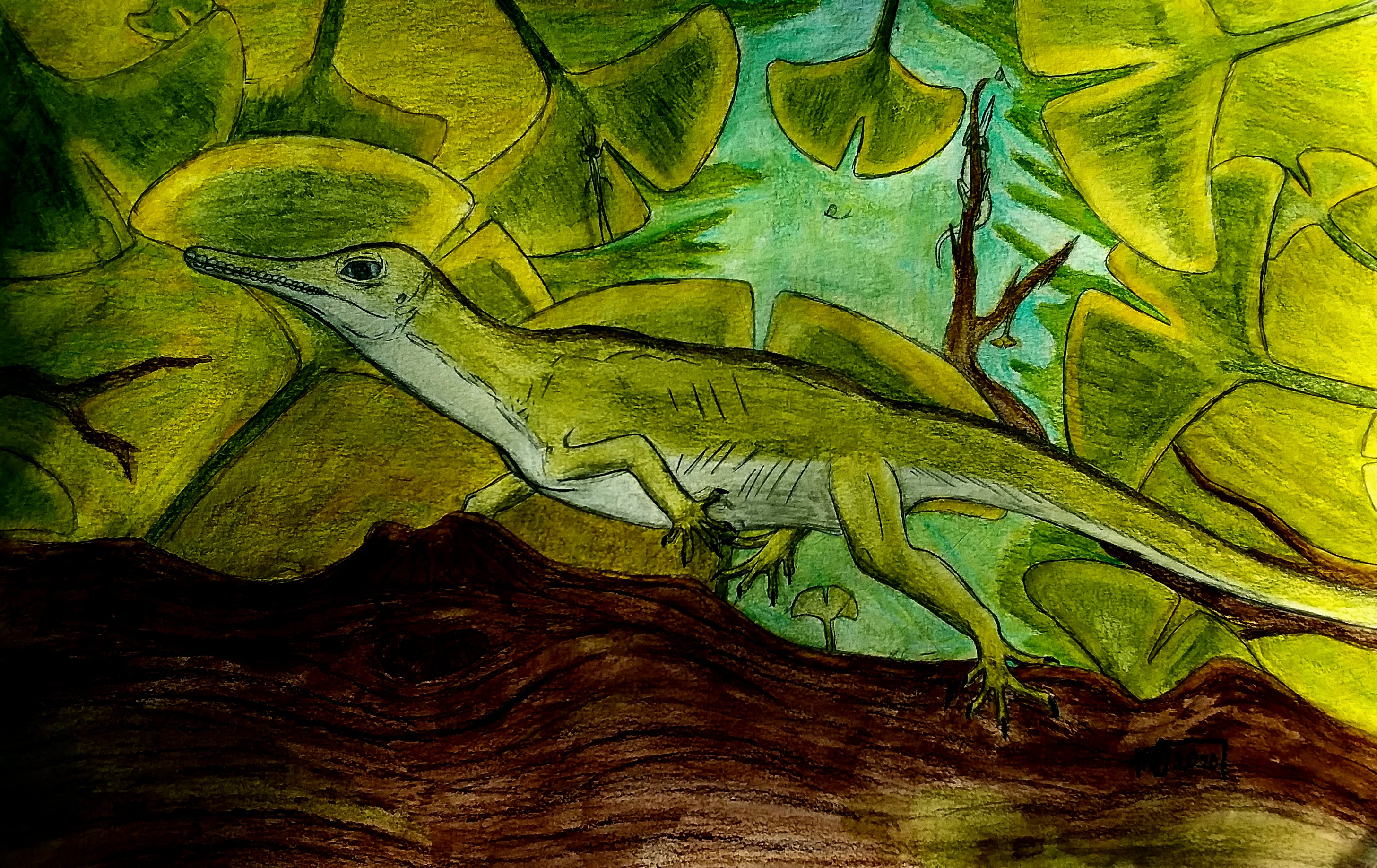
Реконструкция Oculudentavis khaungraae
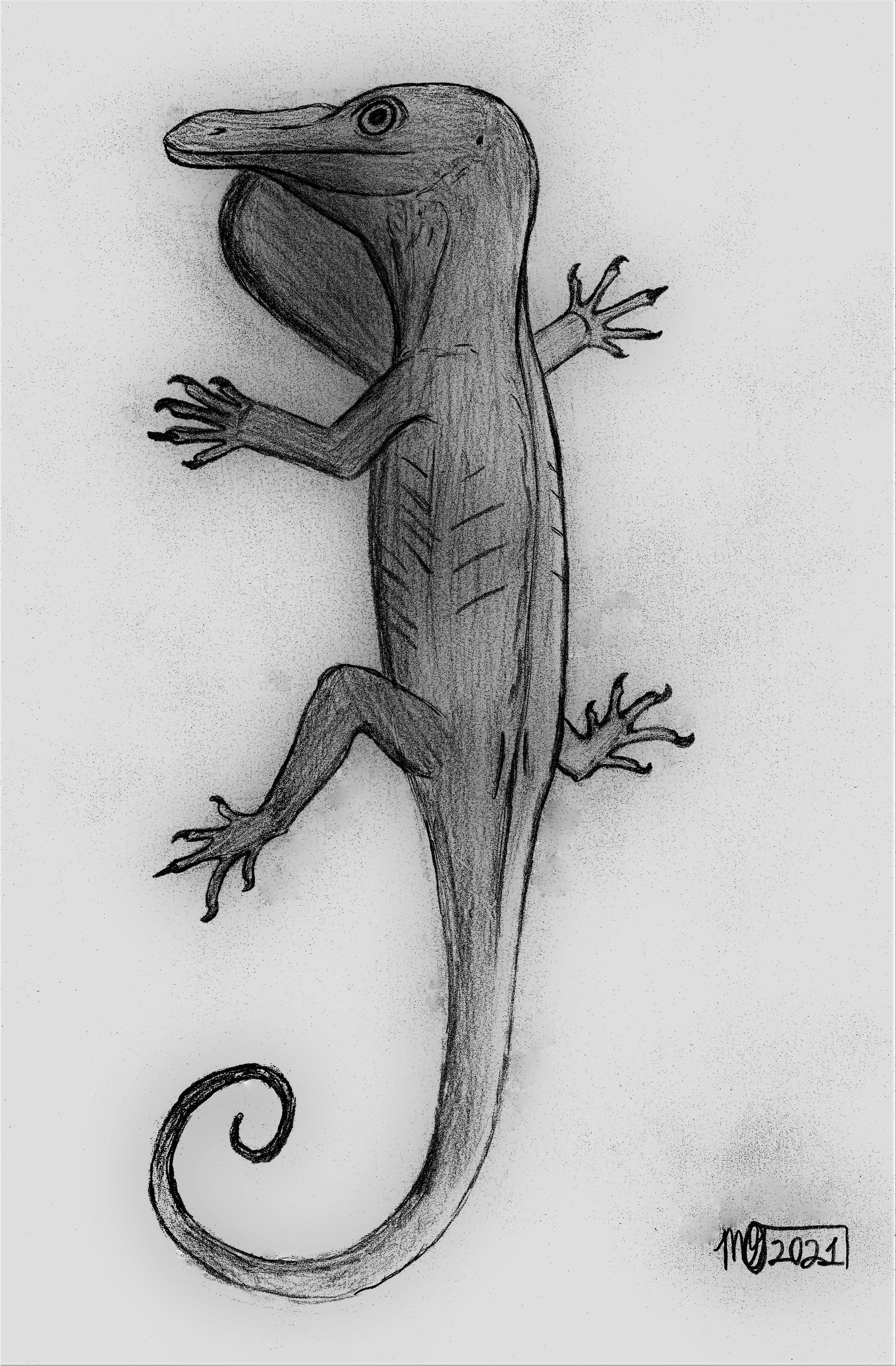
Реконструкция Oculudentavis naga
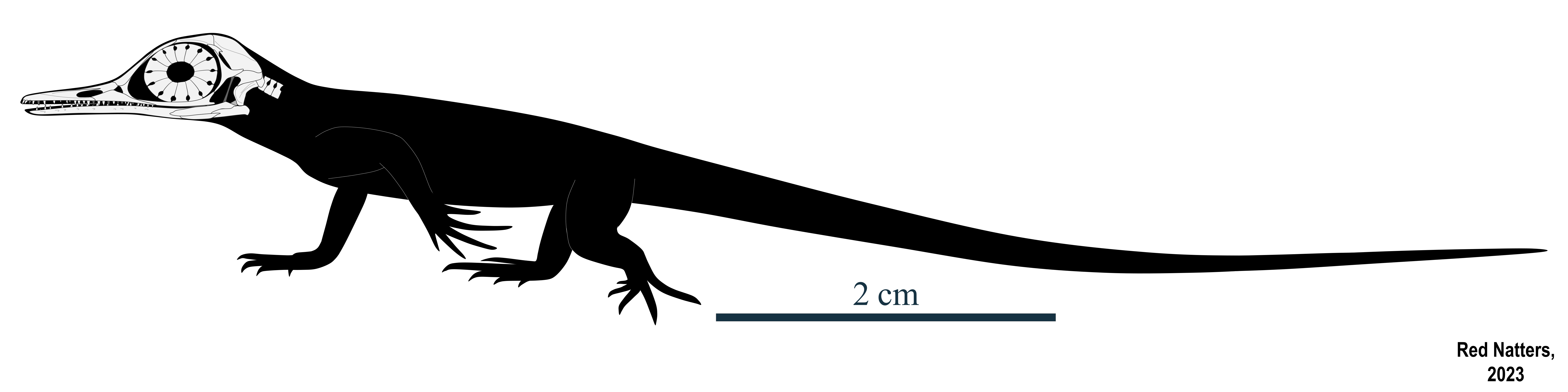
Скелетная реконструкция Oculudentavis khaungraae

## Систематика
Исключительно небольшой размер вида и отсутствие его полного скелета затрудняли классификацию Oculudentavis khaungraae. Первоначальный филогенетический анализ поддерживал базальное размещение O. khaungraae в кладе авиал немного ближе к современным птицам, чем археоптерикс. Критерий оптимальности максимальной экономности филогенетических деревьев предполагал, что вид можно отнести к энанциорнисовым птицам, как и других «птиц», сохранившихся в бирманском янтаре.
Однако, команда исследователей под руководством Вей Вана усомнилась в правильности филогенетического размещения нового животного не только в пределах класса птиц, но и в пределах группы архозавров. По их мнению, череп Oculudentavis содержит синапоморфии, позволяющие отнести его к отряду чешуйчатых: 1) отсутствие предглазничных отверстий; 2) способ крепления зубов к челюсти; 3) положение скуловой и квадратной костей; 4) строение и форма склеротикального кольца; 5) наличие отверстия для теменного глаза. Авторы статьи-опровержения не настаивают на своей классификации O. khaungraae, но настоятельно рекомендуют пересмотреть его систематическое положение, включив в филогенетический анализ лепидозавров: ящериц, змей и гаттерий.
22 июля 2020 года оригинальная статья, описывающая род, была отозвана.
В 2021 году по черепу и передней части туловища был описан второй вид Oculudentavis naga, также обнаруженный в бирманском янтаре. Исследование этой находки позволило уточнить положение рода до отряда чешуйчатых (Squamata). Пока неизвестно, к какой именно группе отряда наиболее близок данный род — представители Oculudentavis обладали очень необычными чертами строения, отличаясь от всех известных науке ящериц.